# Egalitarizam
Egalitarizam (francuski.: égalité iz latinskog: aequalitas „jednakost“) politička je ideologija ili etička teorija, prema kojem svi ljudi trebaju biti tretirani kao jednaki. Naglašava jednakost svih ljudskih bića. 
Koncept političke, ekonomske, znanstvene i kulturne elite je suprotnost konstrukcije egalitarnog društva.
Pojam egalitarizam koristi se i pogrdno u smislu uništavanje bilo kakvih razlika.
Prema zagovornicima ove ideologije, pojedinci bez obzira na njihov spol, rasu, religiju, socijalni status i druge razlike trebaju biti tretirani jednako. Ponekad se pojam odnosi na egalitarnog čovjeka koji želi ukloniti (ekonomska, socijalna ...) razlike među ljudima. Egalitarizam se također ponekad shvaća kao ideju o ravnopravnosti.

## Proturječnosti egalitarizma
Različite vrste egalitarizma ponekad se sukobljavaju, a ponekad se međusobno nadopunjuju: na primjer, komunizam je inherentno egalitarna doktrina, prema kojoj bi svatko trebao imati ista materijalna dobra. Međutim gotovo svatko tko ima veći prosperitet obično nije spreman to podijeliti s drugim osobama. To automatski stvara situaciju nejednakosti prava na štetu pojedinaca.
Zagovornici egalitarizma oštro kritiziraju i naglašavaju negativne aspekte ekonomije u kojoj slobodno tržište nije podložno ograničenjima. Deklaracija o nezavisnosti Sjedinjenih Američkih Država uključuje frazu "Svi su ljudi stvoreni jednaki", što je primjer pravnog egalitarizma, kao što se odnosi na jednak tretman svih pojedinaca pred zakonom. 
Gotovo sve teorije egalitarizma traže ravnopravnost unutar ljudskih društava, ili barem se odnose na ljudska bića u cjelini kao relevantne skupine u kojima jednakost mora prevladati.
Važni predstavnici egalitarizma su primjerice John Rawls, Thomas Nagel, Ronald Dworkin, Bruce Ackerman i Philippe van Parijs.

## Vanjske poveznice
- Stanford Encyclopedia of Philosophy entry on Egalitarianism